# رايتشل جوي سكوت
رايتشل جوي سكوت (بالإنجليزية: Rachel Joy Scott) (5 أغسطس 1981 – 20 أبريل 1999) ممثلة وكاتبة أمريكية.

## حياتها، نشأتها وأعمالها
رايتشل جوي سكوت أول ضحايا مذبحة مدرسة كولومباين الثانوية عام 1999 كانت في السابعة عشر من عمرها تم اطلاق النار عليها من قبل اريك هاريس بعدها اتجه القاتلين واكملا عمليتهم با انهاء حياة 12 طالب ومعلم ومن ثم الانتحار  في المكتبة.

### شهرتها
رايتشل لم تكن مجرد ضحية بل كانت ذات تأثير فقدت حياتها بسبب دينها بسبب تمسكها بالله لم تكون كأي أحد كانت مميزة كانت مختلفة ارادت ان تحدث تغيير في حياة الاخرين تكلمت عن العطف  وعن كيفية التعامل مع الاخرين وتغيير حياتهم ارادت ان تعطي كل جزء من روحها لله حبها للاخرين وشغفها للتغير جعل منها شخص محبوب رائع موتها لم يكون النهاية لا بل كان البداية لتغير حياة ملايين ملايين الاشخاص بعد نشر عدة كتب عنها بكلامتها لمست حياة الملايين من الاشخاص حول العالم تشبه قصتها قصة كاسي بيرنالالتي توفيت هي الأخرى في المذبحة وكانت متدينة هي أيضا.

### عنها
ولدت رايتشل جوي سكوت في دنفر كولورادو 5/8/1981 الثالثة من خمس من هوايتها التمثيل شاركت بالعديد من المسرحيات التي اعدتها المدرسة من أهم المسرحيات هي مسرحية ادتها فقط قبل عدة أيام من وفاتها اخذت الدور الرئيسي كانت أول خطوة لها وكانت سعيدة جدا ارادت ان تغير العالم وكتبت وهي في الثالثة عشر من عمرها بعد ان رسمت يديها على حائط المنزل
«هذه اليد تعود لرايتشل جوي سكوت وفي يوم من الايام ساتلمس قلوب الملايين»   
وبالفعل قصتها لمست وماتزال تلمس حياة الاخرين رايتشل كانت مثال على الفتاة التي لم تترك أي فرصة لمساعدة الاخرين جعلت الجميع يشعرون بالحب والامان كانت مميزة وبالفعل احدث تغيير.

### كيف تغيرت حياتها؟
في شهر 5 من عام 1993 حياة تلك الفتاة البالغة من العمر 12 ربيعا لم تعد كما هي رايتشل جوي سكوت قامت بزيارة عمتها في ولاية لوزيانا وكل شئ تغير قررت تلك الفتاة ان تعطي حياتها لله  ليسوع هو وحده ولدت من جديد
تكلمت رايتشل عن هذا اليوم و وصفته -اليوم الذي أصبحت به مسيحية-  وجدت رايتشل الله في ذلك اليوم وارادت ان تري الناس النور الذي اختارها الله و وضعه فيها ارادت ان تري الاخرين انها موجودة وتثبت وجود الله من خلال تعاملها واخلاقها عند قولها في مذكراتها التي نشرت من قبل والدتها عام 2000 بعد عام كامل من وفاة رايتشل
اريد من الاخرين ان يروني ويتذكروا يسوع ويروه فيني بالمدرسة وبكل مكان لن ايأس ابدا
رايتشل بذلت كل جهدها لا اعطاء الاخرين املا للحياة با ابتسامتها وجمال اخلاقها وعطفها وحنانها جعلت كل من حولها مغرمين بها .

### كانت مجرد مراهقة
رايتشل كانت مختلفة احبت اختلافها وعملت على ابرازه دائما ولكنها في نهاية اليوم كانت مراهقة عادية كأي فتاة في السابعة عشر من عمرها كانت رايتشل تدخن نعم تدخن ولكنها تركت التدخين قبل عدة أيام من المذبحة ارادت ان تحسن من نفسها كتبت لله عدة رسائل اعتذارات وشعر أيضا وبعض الاغاني ويوميات عادية كأي مراهقة أخرى في مذكراتها تأثرت رايتشل با ان فرانك وتكلمت عنها أيضا ومن الامور التي كرهتها رايتشل هي انها كانت تشرب الحكول كأي مراهقة أمريكية رايتشل كانت تحاول تجنب الخروج مع اصدقائها لكي لا تشرب لم ترد ان تخرج عن النور الذي وضعه الله به عند قولها
“ عندما تسمع ان هذا الشخص مسيحي فورا تظن انه لا يكذب لا يشرب ولا يغش ولكن هذا غير صحيح حسنا انا أصبحت مسيحية في عمر الثانية عشر لم اكن اعرف الكثير عن الحياة وكيف تدور الامور من حولي لذلك اريدك ان تعلم انه صعب ولكن من قال انه عليه ان يكون سهل؟"
بكل بساطة رايتشل لم تكن كاملة ليس هناك أي شخص كامل ولكنها كانت تعلم انها غير كاملة كانت تحاول ان تحسن من شخصيتها وتصبح شخص أفضل من اجل الله من اجل يسوع وتري الاخرين وتجعلم يصدقون بوجود الله من خلالها من خلال وجودها بينهم .

### كيف غيرت حياة الاخرين؟
غيرت رايتشل جوي حياة الكثير من الاشخاص من حولها وحتى بعد وفاتها اكملت بلمس قلوب الناس كانت رايتشل فتاة تملئها العاطفة والحنان اللامتناهي قال والدها عنها
«رايتشل تمتلك قلبا طيبا منذ ان كانت طفلة صغيرة كانت تحضر كلاب وقطط ضالة إلى المنزل»
استمرت رايتشل بلمس قلوب الاخرين حتى انها انقذت حياة أحد طلاب مدرسة كولومباين الثانوية لم يمتلك أي اصدقاء أو أي أحد و رايتشل ساعدته وكانت موجودة من اجله جعلته يرى حب الله جعلته يرى يسوع من خلالها.

### ماذا قال الاخرين عنها؟
جنازة رايتشل كانت الأكثر مشاهدة على التلفاز الأمريكي عرضت على قنوات التلفاز في 22/4/1999 تكلم اصدقائها عنها بكل حب وشوق لها عرض كلامهم في كتاب (دموع رايتشل 10 سنوات وايمان رايتشل يستمر) الذي تم اصداره بعد عشر سنوات من وفاة عزيزتنا رايتشل جوي بعضا من ما قالوه في الجنازة
“ رايتشل فتاة احبت كتابة الشعر كانت موجودة دائما من اجل الاخرين غيرت حياتي وجعلتني شخص مختلف عزيزتي رايتشل احبك احبك اعلم انك في الجنة و بمكان أفضل يا اتذكرك دائما وداعا "
“ اتمنى لو استطعت ان اكون هناك من اجلك واعانقك ولكنها لم تحتاج أي أحد لأنها امتلك قوة الله يسوع كان بجانبها ولم يتركها هي قوية لم تحتاج أي أحد بل نحن من احتجناها "
“    انا معلمة رايتشل في الصف السابع اذكرها جيدا الفتاة المبتسمة السعيدة دائما كانت تمر بوقت صعب ولكن يسوع قد وضع نوره في قلبها كانت دائما سعيدة وجميلة اوه رايتشل اتمنى لو كنتي موجودة احبك "
“ انا سارة ابنة عم رايتشل وصديقتها أيضا قبل عدة أيام من مغادرة رايتشل لحياتنا كتبت لي عن اهمية الله في حياتها والان لقد ماتت من اجله احبك رايتشل احبك جدا من كل اعماق قلبي "
هذا ما كتبته والدة رايتشل على قبر ابنتها الجميلة التي غادرت مبكرا
( جميلتي رايتشل انتي أفضل ابنة ممكن ان تحصل عليها أي ام انا فخورة ان الله اعطاني الحق بأن اناديكي با ابنتي احبك احبك )

### اخر يوم لها ؟
20/4/1999 كان يوم عادي كأي يوم تاريخ ليس له أي معنى أو تأثير لم تعلم رايتشل جوي ماذا ينتظرها أو ماذا سايحصل يوم أربعاء كأي يوم اخر في ذلك اليوم تناقشت مع اخيها الاصغر كريغ سكوت وخرج من السيارة غاضبا رسمت رايتشل قبل ساعة من مغادرتها للابد عين و13 دمعة واخبرت معلمتها
انا سأترك تأثيري على العالم
بعد ذلك خرجت رايتشل للغداء مع صديقها ريتشاريد  (كان ريتشاريد أول من أطلق عليه النار ولكن رايتشل جوي سكوت كانت أول من فقط حياته ريتشاريد نجى ولكن لم تنجو بطلة قصتنا )
أطلق ايرك هاريس النار على رايتشل اربع مرات تركتها ميتة خارج المدرسة تحت العشب الاخضر رايتشل غادرت هذا العالم ولكنها لم تكن النهاية بل بداية جديدة وفاة رايتشل كانت علامة من الله ليرينا الطريق الصحيح ويعطينا ادلة على وجوده رايتشل جوي سكوت كانت إحدى الادلة على عظمة الله .

## روابط خارجية
- الموقع الرسمي